# Camera Camera
Camera Camera è il decimo album in studio del gruppo rock progressivo britannico Renaissance, pubblicato nel 1981.

## Tracce
Side 1
1. Camera Camera (Jon Camp, Michael Dunford) – 6:01
2. Faeries (Living at the Bottom of the Garden) (Dunford, Peter Gosling) – 3:45
3. Remember (Dunford, Betty Thatcher) – 4:33
4. Bonjour Swansong (Dunford, Thatcher) – 3:32
5. Tyrant-Tula (Camp, Dunford) – 5:58

Side 2
1. Okichi-San (Dunford, Thatcher) – 6:00
2. Jigsaw (Dunford, Thatcher) – 5:00
3. Running Away from You (Camp) – 3:35
4. Ukraine Ways (Camp, Dunford) – 6:37

## Formazione
- Annie Haslam – voce, cori
- Michael Dunford – chitarra, cori
- Peter Gosling – tastiera, cori
- Jon Camp – basso, chitarra, cori
- Peter Barron – batteria, percussioni, cori